# Sokolivka, Iarmolînți
Sokolivka (în ucraineană Соколівка) este o comună în raionul Iarmolînți, regiunea Hmelnîțkîi, Ucraina, formată numai din satul de reședință.

## Demografie
Componența lingvistică a comunei Sokolivka
     Ucraineană (98,31%)
     Alte limbi (1,47%)
Conform recensământului din 2001, majoritatea populației comunei Sokolivka era vorbitoare de ucraineană (98,31%), existând în minoritate și vorbitori de alte limbi.